# Стадион Џорџија доум
Стадион Џорџија доум (енгл. Georgia Dome) је био вишенаменски стадион у граду Атланти, Џорџија, САД. Стадион је смештен у Атланти између центра града на истоку и Вајн Ситија на западу, био је у власништву државе Џорџије и којом је управљала као део ауторитета Светског конгресног центра Џорџије. Његов наследник, Мерцедес-Бенз стадион, изграђен је поред јужне стране и отворен је 26. августа 2017. Џорџија Доме је срушен 20. новембра 2017. године.
Џорџија доум је био домаћи стадион за Атланта фалконсе из Националне фудбалске лиге (НФЛ) и фудбалски тим Пантерс универзитета Џорџија. Био је домаћин два Супер боула (XXVIII и XXXIV), 25 издања Пич боула (јануар 1993–децембар 2016) и 23 СЕЦ шампионата (1994–2016). Поред тога, Џорџија доум је такође био домаћин неколико фудбалских утакмица од 2009. са преко 50.000 посетилаца. Током својих 25 година рада, Џорџија доум је био домаћин преко 1.400 догађаја којима је присуствовало преко 37 милиона људи. Џорџија доум је био једини стадион у Сједињеним Државама који је био домаћин Олимпијских игара, Супербоула и Фајнал-фора.
На свом дебију 1992. године, стадион Џорџија доум је био други највећи наткривени стадион на свету по капацитету, иза Понтијак силвердоума, касније су га надмашили АТ&Т стадион у Арлингтону у Тексасу и стадион Миленијум у Кардифу у Велсу.

#### Међународни фудбалске утакмице
На стадиону Џорџија доум је одржано низ међународних фудбалских утакмица. Дана 24. јуна 2009. године доум је угостио своју прву фудбалску утакмицу између Мексика и Венецуеле пред 51.115 навијача, са травом положеном преко терена, а 9. фебруара 2011. године Мексико и Босна и Херцеговина одиграли су пријатељску утакмицу пред 50.507 навијача. Дана 20. јула 2013. доум је био домаћин два четвртфинална меча Златног купа 2013. — Панама против Кубе и Мексико против Тринидада и Тобага — пред 54.229 навијача.
Стадион Џорџија доуме је испунио све услове за одржавање утакмица утакмица Светског првенства у фудбалу, као део понуде Сједињених Држава за Светско првенство у фудбалу 2022. године, али је Катар изабран за домаћина турнира.
| Датум               | Екипа #1         | Рез.  | Екипа #2            | Такмичење          | Гледалаца |
| ------------------- | ---------------- | ----- | ------------------- | ------------------ | --------- |
| 24. јун 2009.       | Мексико          | 4 : 0 | Венецуела           | Пријатељска        | 51.115    |
| 9. фебруар 2011.    | Мексико          | 2 : 0 | Босна и Херцеговина | Пријатељска        | 50.507    |
| 20. јул 2013.       | Панама           | 6 : 1 | Куба                | Златни куп 2013.   | 54.229    |
| 20. јул 2013.       | Мексико          | 1 : 0 | Тринидад и Тобаго   | Златни куп 2013.   | 54.229    |
| 13. фебруар 2014.   | Сједињене Државе | 8 : 0 | Русија              | Пријатељска (жене) | 16,133    |
| 5. март 2014.       | Мексико          | 0 : 0 | Нигерија            | Пријатељска        | 59.066    |
| 22. јул 2015.       | Јамајка          | 2 : 1 | Сједињене Државе    | Златни куп 2015.   | 70.511    |
| 22. јул 2015.       | Мексико          | 2 : 1 | Панама              | Златни куп 2015.   | 70.511    |
| 28. мај 2016.       | Мексико          | 1 : 0 | Парагвај            | Пријатељска        | 63.049    |
| 18. септембар 2016. | Сједињене Државе | 3 : 1 | Холандија           | Пријатељска (жене) | 15.652    |